# Helge Källsson
Helge Källsson, född 28 januari 1906 i Karlskrona stadsförsamling, död 19 december 2000 i Lidköping, var en svensk redare.
Helge Källsson var ett av tolv barn till lokföraren Frans Johan Källsson och Charlotta Ingelsdotter och växte upp i Karlskrona. Han var från 1931 anställd hos skeppsmäklaren och redaren Erik Thun i Lidköping. Efter Erik Thuns död 1938 bildade Helge Källsson tillsammans med anställda och släktingar Erik Thun AB, som byggdes upp till ett stort torrlastrederi. Han efterträddes som chef i företaget 1986 av sonen Jan Källström (1937–2010).
Helge Källsson köpte konkursboet efter Ångfartygs AB Göta Kanal 1957 och fortsatte verksamheten under namnet Rederi AB Göta Kanal. Hans dotter Britmari Brax övertog verksamheten 1986 och från 2001 ingår rederiet i Strömma-gruppen.
Helge Källsson gifte sig 1936 med Alice Becker (1909–1999). Paret hade barnen Jan Källsson, Britmari Brax och Anders Källsson (född 1944).